# Last of the American Girls
«Last of the American Girls» (en español, La última de las chicas estadounidenses) es la décima canción y el quinto sencillo del álbum 21st Century Breakdown de la banda estadounidense de punk Green Day. En Latinoamérica se lanzó el 1 de abril a las 20:00 en MTV.
La canción habla sobre el perfil psicológico de Gloria (Lisa Stelly), la protagonista del álbum, como una chica consciente sobre el medio ambiente, una mujer "políticamente" activa. Los últimos acordes son los primeros de "Murder City".

En la revisión del disco 21st Century Breakdown, la revista Rolling Stone escribió: "Last Of The American Girls aparece como una fabulosa canción de amor de izquierdas a una chica rebelde. Cuando Armstrong canta "Ella no quiere cooperar", le está dando el mayor piropo imaginable."

La canción es jugable en el juego Green Day: Rock Band.

## Vídeo musical
El video musical de "Last Of The American Girls" fue lanzado en MTV el 1 de abril de 2010. El video alterna entre la banda tocando en un desierto y el personaje de Gloria, que aparece en el video de "21 Guns", y también es la protagonista en la historia del álbum 21st Century Breakdown. Muestra a Gloria haciendo actividades tales como cepillarse los dientes, ver la televisión o hacerse la manicura. Fue dirigido por Marc Webb. 

## Lista de canciones
| CD Promocional |                                          |          |  |
| N.º            | Título                                   | Duración |  |
| 1.             | «Last Of American Girls» (Álbum Versión) | 3:51     |  |

| Sencillo en CD; Descarga Digital |                                                |          |  |
| N.º                              | Título                                         | Duración |  |
| 1.                               | «Last of American Girls» (Álbum Versión)       | 3:51     |  |
| 2.                               | «Know Your Enemy» (Live)                       | 4:49     |  |
| 3.                               | «21st Century Breakdown» (Studio 880 Sessions) | 5:06     |  |

## Posicionamiento
| Lista                            | Máxima posición |
| -------------------------------- | --------------- |
| Argentina Top 100 Singles        | 60              |
| Chile Top 100 Singles            | 21              |
| Austria Singles Chart            | 29              |
| Alemania Singles Chart           | 45              |
| Hungarian Airplay Chart          | 16              |
| U.S. Billboard Rock Songs        | 34              |
| U.S. Billboard Alternative Songs | 26              |